# Șașvereș, Harghita
Șașvereș (în maghiară Sásverés) este un sat în comuna Praid din județul Harghita, Transilvania, România.

 Acest articol despre o localitate din județul Harghita este deocamdată un ciot. Puteți ajuta Wikipedia prin completarea lui.